# Dassault-Breguet Super Étendard
Super Étendard («Сюпе́р Етанда́р») — французький надзвуковий палубний штурмовик виробництва компанії Dassault-Breguet («Дассо́-Бреге́»). Розроблений на базі літака Dassault Étendard IV. Здійснив перший політ 28 жовтня 1974 року  і надійшов на озброєння Франції у червні 1978 року. Збудовано 85 літаків. Французькі Super Étendard брали участь у кількох конфліктах, таких як війна в Косово, війна в Афганістані та військове втручання в Лівії.
Super Étendard також використовували Ірак (на тимчасовій оренді) та Аргентина, які залучали цей літак під час військових дій. Військово-морські сили Аргентини використовували Super Étendard та ракету Exocet, якими потопили  есмінець «Sheffield» і контейнеровоз «Атлантик Конвейр» під час війни за Фолклендські острови у 1982 році, що призвело до значної популярності цього літака. Ірак використовував Super Étendard для атак на нафтові танкери та торгові судна в Перській затоці під час Ірано-іракської війни.
13 липня 2016 року літак цього типу урочисто здійснив останній політ на базі у місті Ландівізьо на узбережжі Атлантики, після чого військово-морські сили Франції відмовилися від подальшої експлуатації Super Étendard та замінили їх на Dassault Rafale.

## Історія створення
Super Étendard є розвитком попереднього Étendard IVM, який було розроблено в 1950-х роках. Спочатку Étendard IVM мав бути замінений на версію SEPECAT Jaguar, адаптовану для використання на авіаносцях, що отримала назву Jaguar M; однак проєкт Jaguar M був загальмований через поєднання політичних проблем та труднощів, що виникли під час випробувальних розгортань на борту авіаносців. Зокрема, Jaguar M мав проблеми з керуванням при польоті на одному двигуні і низьку швидкість реакції дроселя, що ускладнювало посадку на авіаносець після відмови двигуна. У 1973 році всі роботи над проєктом Jaguar M були офіційно скасовані французьким урядом.
Були кілька запропонованих літаків для заміни Jaguar M, серед яких LTV A-7 Corsair II і Douglas A-4 Skyhawk. Dassault скористалася своїми зв'язками у французькому уряді та запропонувала власний варіант для задоволення вимог. За словами Білла Ганстона і Пітера Гілкріст, Dassault зіграла значну роль у скасуванні проєкту Jaguar M з метою створити місце для своєї власної пропозиції – Super Étendard. Super Étendard був, по суті, поліпшеною версією існуючого Étendard IVM, оснащений більш потужним двигуном, новим крилом та покращеною авіонікою. Dassault просувала свій літак як єдиний повністю французький варіант, дешевший за інших претендентів, використовуючи сучасні технології, вже перевірені в існуючих літаках Dassault. Пропозиція Dassault щодо Super Étendard була прийнята французьким військово-морським флотом у 1973 році, що призвело до швидкої збірки серії прототипів.
Перший з трьох прототипів, які були побудовані, Étendard IVM, модифікований новим двигуном і деякою новою авіонікою, здійснив свій перший політ 28 жовтня 1974 року. Початковим наміром французького ВМФ було замовити загалом 100 літаків Super Étendard, однак було зроблено замовлення на 60 нових моделей з опцією на ще 20; подальші скорочення бюджету та зростання вартості літака в підсумку призвели до того, що було придбано лише 71 Super Étendard. Dassault почала поставки літака цього типу для французького військово-морського флоту у червні 1978 року.
У перший рік виробництва для французького флоту було виготовлено 15 літаків Super Étendard, що дозволило сформувати першу ескадрилью в 1979 році. Dassault виробляла літаки приблизно зі швидкістю дві одиниці на місяць.
Аргентинський флот був єдиним закордонним покупцем. Аргентина замовила 14 літаків для задоволення своїх вимог до нового винищувача, здатного працювати з їхнього єдиного авіаносця. У 1983 році вся виробнича діяльність була завершена, а остання поставка французькому військово-морському флоту відбулася того ж року.

## Конструкція

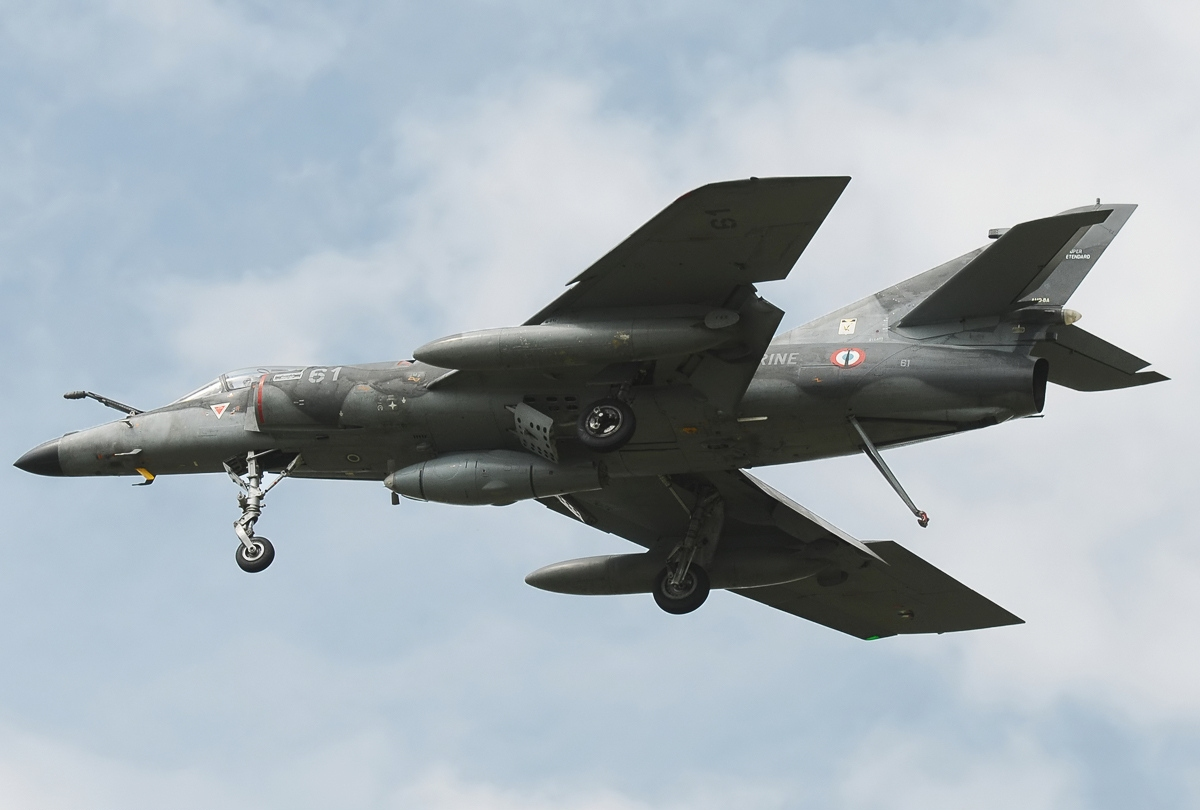
Нижня частина Super Étendard у польоті. Висунутий гак для посадки розташований ближче до хвостової частини фюзеляжу

Super Étendard — це невеликий, одномоторний, середньоплановий літак з повністю металевою конструкцією. Крила і стабілізатори літака мають стрілоподібну форму, з кутом стрілоподібності крил приблизно 45 градусів. Літак оснащений турбореактивним двигуном SNECMA Atar 8K-50 без форсажної камери, з тягою 49 кН. Його льотні характеристики не були значно кращими за Étendard IV, однак авіоніка була суттєво вдосконалена.
Основною новою зброєю Super Étendard стала французька протикорабельна ракета Aérospatiale AM 39 Exocet. Літак був оснащений радаром Thomson-CSF Agave, оновленою версією радара Cyrano IV, який використовувався на Dassault Mirage F1. Цей радар, серед іншого, був необхідним для запуску ракети Exocet. Одним з головних технічних досягнень Super Étendard став бортовий центральний комп'ютер UAT-40, який керував більшістю критичних систем місії, інтегруючи навігаційні дані та функції, інформацію радарів і управління зброєю.
У 1990-х роках було проведено значні модифікації та модернізації літака, зокрема оновлений комп'ютер UAT-90 і новий радар Thomson-CSF Anemone, який мав майже вдвічі більший радіус дії порівняно з попереднім радаром Agave. Інші вдосконалення включали суттєво перероблену кабіну пілота з органами управління HOTAS, а також роботи з продовження терміну служби планера; загалом модернізацію пройшли 48 літаків, по 15 на рік. У 2000-х роках було додано подальші вдосконалення, зокрема значно покращену систему РЕП для самооборони, щоб краще уникати ворожого виявлення та атак, сумісність кабіни пілота з приладами нічного бачення, нову інерційну систему даних з частковою інтеграцією GPS, а також сумісність з лазерним цілевказівним контейнером Damocles.
Super Étendard також міг застосовувати тактичну ядерну зброю; спочатку це були тільки некеровані гравітаційні бомби, однак у 1990-х роках літак був значно модернізований, що дозволило йому використовувати ракету Air-Sol Moyenne Portée з ядерною боєголовкою, запущену з повітря і оснащену прямоточним повітряно-реактивним двигуном. Літак також було переобладнано для використання різних видів лазерно-керованих бомб, а для виконання розвідувальних місій після виводу Étendard IV з експлуатації, Super Étendard оснастили спеціальним розвідувальним контейнером. Однак літак не може здійснювати посадки на авіаносець, не скинувши невикористані боєприпаси.

## Бойове застосування

### Операція «Оліфант»
Перші бойові оперативні місії відбулися в Лівані під час операції «Оліфант». 22 вересня 1983 року французькі палубні штурмовики Super Étendard, які діяли з авіаносця «Фош», бомбардували і знищили позиції сирійських сил після того, як по французьких миротворцях було зроблено кілька артилерійських залпів. 10 листопада один із Super Étendard ухилився від сирійської переносної зенітної ракети «Стріла-2» поблизу Бурдж ель-Бараджне, пролітаючи над позиціями Друзив. 17 листопада 1983 року ті самі літаки атакували і знищили тренувальний табір ісламського руху Амаль у Баальбеку після терористичного нападу на французьких парашутистів у Бейруті.

### Фолклендська війна
ВМС Аргентини застосовували ці літаки проти кораблів британського флоту. Зокрема, есмінець Sheffield і контейнеровоз «Атлантик Конвейр» були потоплені ракетами Exocet, випущеними з літаків Super Etendard.

### Ірано-іракська війна

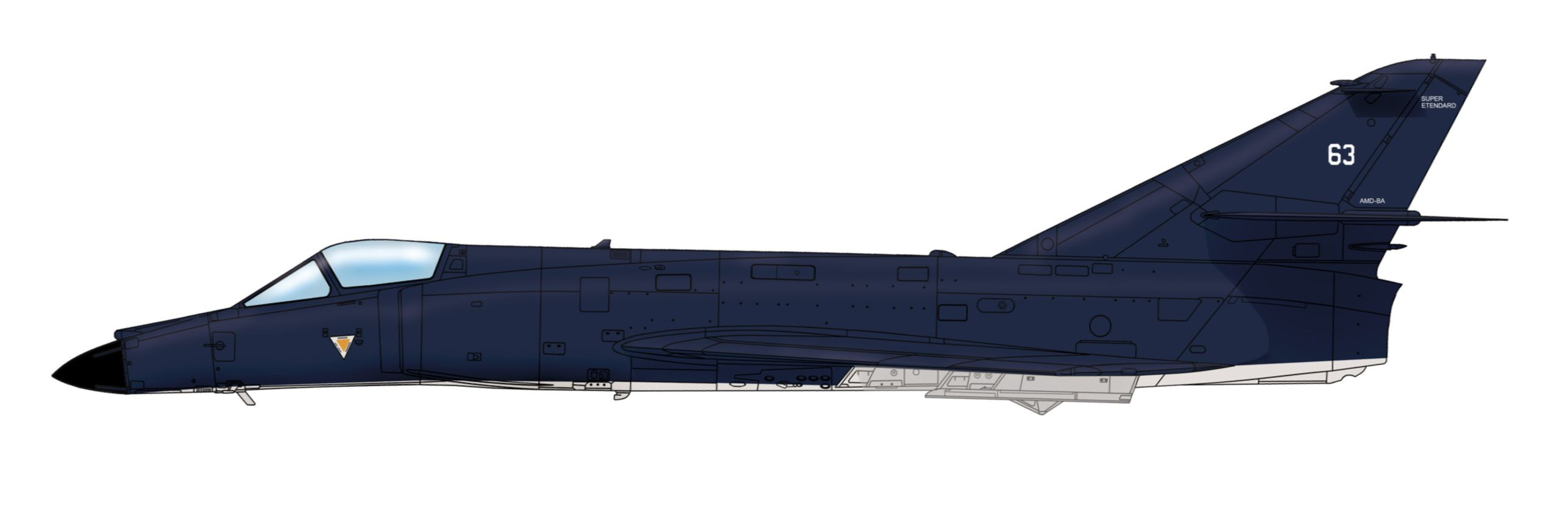
Dassault Super Étendard, Повітряні сили Іраку, 1983 рік

У 1983 році Іраку було надано в оренду п'ять літаків Super Étendard, поки країна чекала на поставки Dassault Mirage F1, обладнаних радарами Agave та здатних запускати ракети Exocet. Перший з цих літаків прибув до Іраку 8 жовтня 1983 року. Надання Super Étendard Іраку викликало політичні суперечки: Сполучені Штати та сусідній Іран висловлювали своє незадоволення, тоді як Саудівська Аравія підтримала цей крок. Ці літаки розглядалися як важливий чинник у війні між Іраком та Іраном 1980-1988 років, оскільки вони могли завдавати ударів по іранських торгових суднах, що проходили через Перську затоку. Super Étendard розпочали морські операції над Перською затокою у березні 1984 року; усього було здійснено 34 атаки на іранські судна до кінця 1984 року. Танкери будь-якої держави, які перевозили іранську нафту, також піддавалися атакам з боку Іраку.
Ірак зазвичай розгортав Super Étendard парами, у супроводі винищувачів Mirage F1 з баз на півдні Іраку; опинившись у зоні місії, Super Étendard використовували свій бортовий радар для пошуку цілей і атакували підозрілі танкери на великій відстані без візуального підтвердження. Хоча танкери зазвичай зазнавали ударів від ракет Exocet, вони часто отримували лише незначні пошкодження. 2 квітня 1984 року іракський Super Étendard був, за повідомленнями, збитий ракетою AIM-7E-2, випущеною іранським F-4 Phantom II під керуванням Хосрова Адібі над островом Харк. 26 липня та 7 серпня 1984 року були зафіксовані заяви про втрати Super Étendard від іранських Grumman F-14 Tomcat. Іран заявив про збиття трьох Super Étendard іранськими винищувачами; Франція стверджувала, що чотири з п’яти орендованих літаків були повернуті до Франції у 1985 році.

### Удари поІДІЛ
Вісім штурмовиків базувалися на авіаносці «Шарль де Голль», який у 2015 році двічі залучався до операцій із боротьби з угрупуванням «Ісламська держава» в Іраку та Сирії.

## Оператори

### Можливі оператори
- Україна — Аргентина розглядає можливість передачі п'яти своїх літаків[30][31][32].

### Колишні оператори
- Аргентина

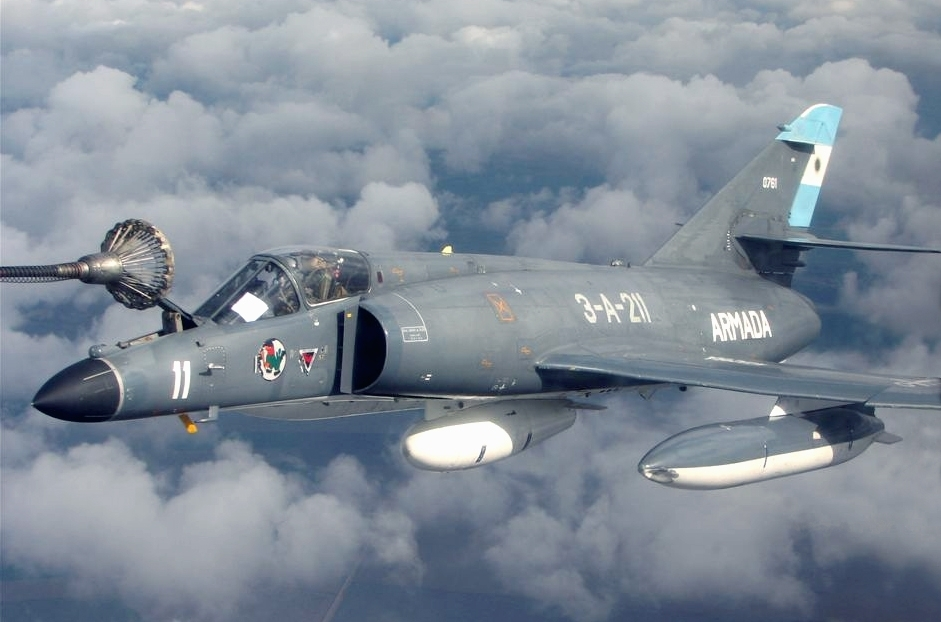
«Супер етандар» Авіації ВМС Аргентини

  - Авіація ВМС Аргентини — ВМС Аргентини спочатку отримав 14 літаків, з яких кілька залишаються в робочому стані. У 2017 році були придбані ще 5 літаків (версії Modernisé) з колишнього складу французького флоту для експлуатаційного обслуговування, навчання та запчастин[33]; ці літаки не експлуатувалися станом на 2021 рік[34]. 17 травня 2023 року було оголошено про остаточне виведення з експлуатації всіх літаків Super Étendard Авіації військово-морського флоту Аргентини[35]. У червні 2024 року уряд Аргентини обговорює з Францією можливість відправки п’яти з цих літаків в Україну[32].
- Ірак
  - ПС Іраку — ПС Іраку отримали в оренду п’ять французьких літаків у період з 1983 по 1985 рік; один з них був втрачений під час Ірано-іракської війни, решта були повернуті до Франції у 1985 році[36].
- Франція
  - Авіація ВМС Франції — отримано 71 літак; зняті з експлуатації 12 липня 2016 року[1].

## Тактико-технічні характеристики
Дані взяті з All The World's Aircraft 1982–83

### Технічні характеристики
- Екіпаж: 1 людина
- Довжина: 14,31 м
- Розмах крила: 9,6 м
- Висота: 3,86 м
- Площа крила: 28,4 м²
- Маса порожнього: 6 500 кг
- Нормальна злітна маса: 9 450 кг

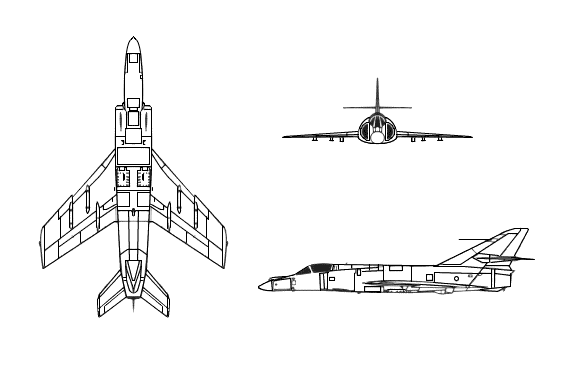
Схема Dassault-Breguet Super Étendard в 3 проекціях

- Максимальна злітна маса: 12 000 кг
- Об'єм паливних баків: 3270 л
- Силова установка: 1 × ТРД SNECMA «Atar» 8K-50 (49,03 кН)

### Льотні характеристики
- Максимальна швидкість: 1205 км/год[37]
- Бойовий радіус: 850 км під час виконання «hi-lo-hi» завдань з 1 × AM39 Exocet та 1 × ППБ
- Перегінний радіус: 1820 км[38]
- Практична стеля: 13 700 м
- Швидкопідйомність: 100 м/с[39]
- Навантаження на крило: 423 кг/м²
- Тягооснащеність: 0,77 порожній (0,42 з максимальною злітною масою)

### Озброєння

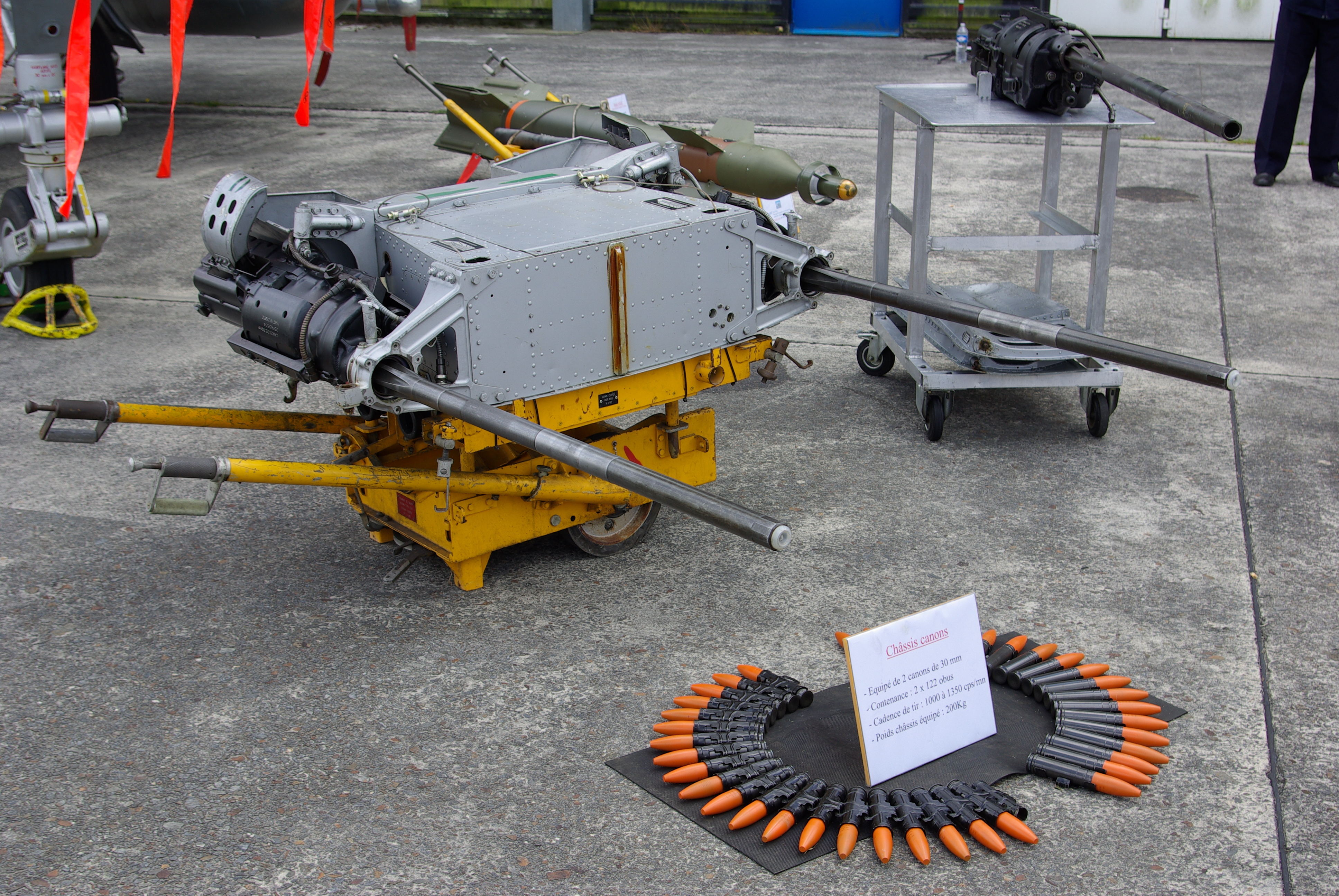
Авіаційні гармати DEFA 552

- Стрілецько-гарматне: 2×30 мм авіаційні гармати DEFA 552, 125 снарядів на кожну
- Точки підвісу: 6
- Бойове навантаження: 2 100 кг
- Керовані ракети:
  - 1 × AM-39 Exocet або
  - 1 × Air-sol moyenne portée (ядерна ракета ASMP) або
  - 2 × AS-30 або
  - 2 × Matra R550 Magic (ракета «повітря — повітря»)
- Некеровані ракети:
  - 4 × ракетні блоки Matra (кожен з  18 × 68-мм ракетами SNEB)
- Бомби:
  - кориговані та звичайні «тупі» бомби
  - Ядерні бомби:
    - Ядерна бомба AN-52 (455 кг, потужністю 6—25 кт)[40]